# Brake Activated Suspension System
Brake Activated Suspension System is een veersysteem van Yamaha-motorfietsen waarbij via een kabel vanaf het rempedaal de ingaande veerdemping wordt verminderd. Dit bevordert het contact tussen het achterwiel en de grond tijdens het remmen. Het systeem werd voor het eerst gebruikt op de YZ machines (crossers) uit 1985. Het Nederlandse bedrijf Proflex maakte in hetzelfde jaar een vacuümgestuurde versie.